# Zuid

Het zuiden t.o.v. de andere windrichtingen op een kompas

Zuid is een van de windstreken, naast noord, oost, en west.
Het zuiden is tegenovergesteld aan het noorden.
In het uiterste zuiden ligt de Zuidpool.

## Andere betekenissen
- Het Zuiden verwijst ook naar de Derde Wereld en wordt dan (als verwijzing naar een bepaald geografisch gebied) met een hoofdletter geschreven.
- Rotterdammers van de linkeroever van de Nieuwe Maas wonen "op Zuid".

- In sommige steden is er een wijk die de naam 'Zuid' draagt.

Noord · Oost · Zuid · West